# Auguste Perret
Auguste Perret (Brüsszel, 1874. február 12.  - Párizs, 1954. március 4.) francia építész, a  vasbeton-építészet egyik úttörője. 

## Életpályája
Testvérével, Gustave Perret-vel dolgozott. 1905-ben elsőként ő épített vasbeton alkalmazásával lakóházat (Párizs, Rue Franklin 25bis). Vasalt betont már előtte  is használtak, ám csak ipari vagy mérnöki létesítményeknél (mint pl. silóknál, néhány hídnál, kikötői építményeknél). Perret ismerte fel  elsőként az új anyag kedvező tulajdonságait. 
Az első vasbeton templom is a Perret nevéhez fűződik: a  Notre Dame-templom Le Raincy-ban. 
Az 1910–1913 között épült, Auguste Perret által tervezett párizsi Théâtre des Champs-Élysées-t tekintik az art déco építészet első mérföldkövének. Korábban a vasbetont csak ipari célokra, vagy bérházak építésénél használták – a 21 éves Le Corbusier 1908 és 1910 között szintén a Perret építészeti irodában dolgozott, itt ismerhette meg a vasbeton építészeti technikát. Perret színházépülete egyszerű téglalapalakú forma volt, geometrikus díszítéssel, az egyenes vonalak a jövőbeli art déco márkajegyei lettek. A színház belső terét is ilyen alkotások díszítették, Antoine Bourdelle szobrai, Édouard Vuillard festményei, a függönyt Ker-Xavier Roussel tervezte. A Théâtre des Champs-Élysées az Orosz Balett számos produkciója premierjének helyszíneként vált ismertté.
Várostervezőként Le Havre és Amiens részére készített terveket. Az Építészek Nemzetközi Szövetsége  róla nevezte el az 1961-ben alapított Perret-díjat, melyet az építészetben alkalmazott kiváló műszaki megoldásokért és technológiákért kétévente adnak át.

## Képgaléria

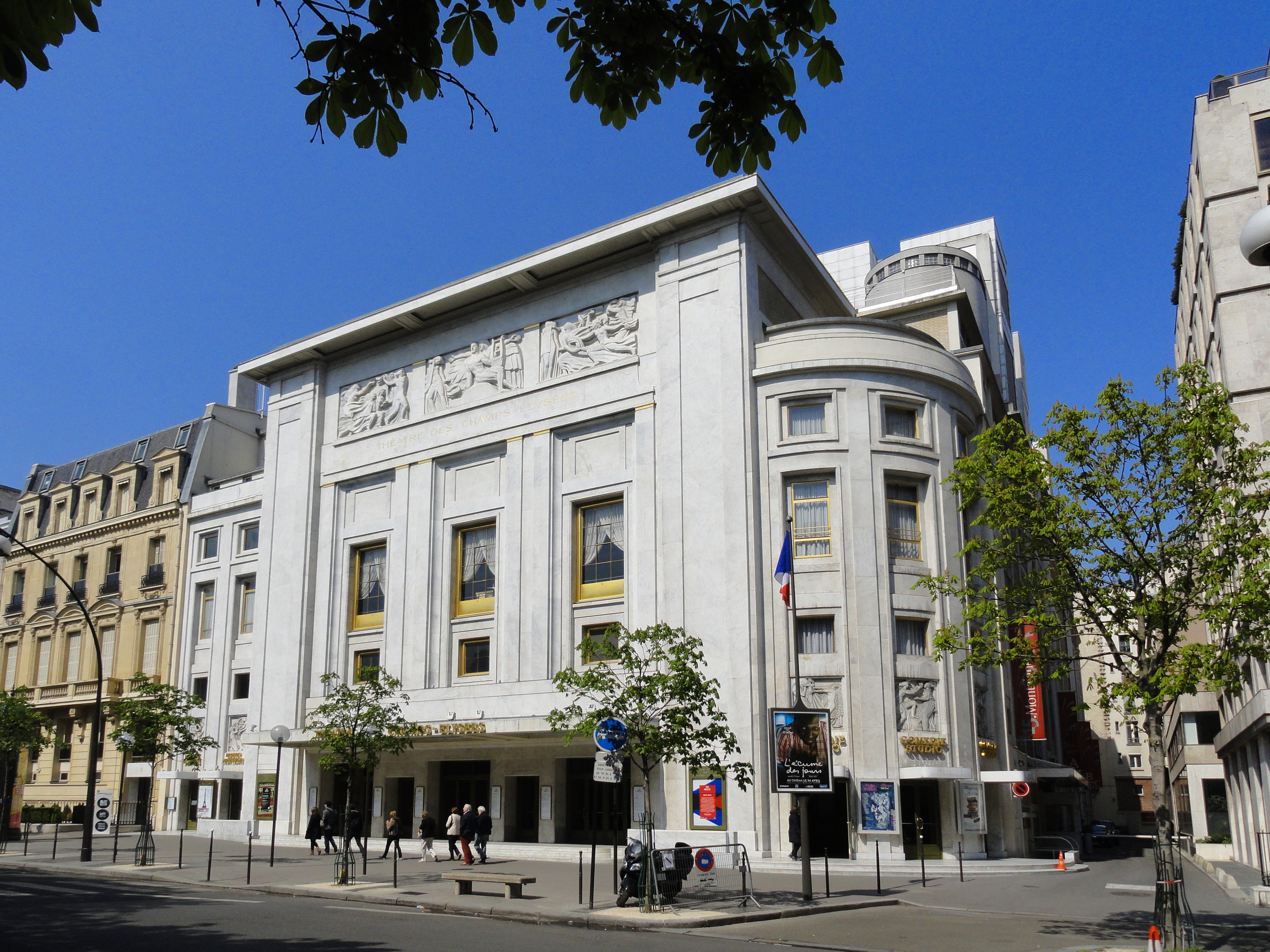
A Théâtre des Champs-Élysées, Párizs, tervezője Auguste Perret (1910–13)
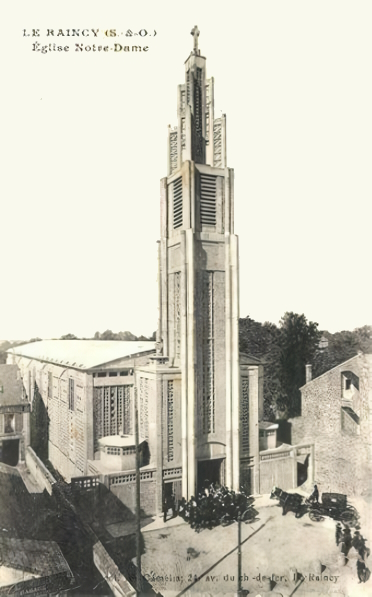
A Notre Dame-templom, Le Raincy, Párizs közelében
A művész 1932-ben
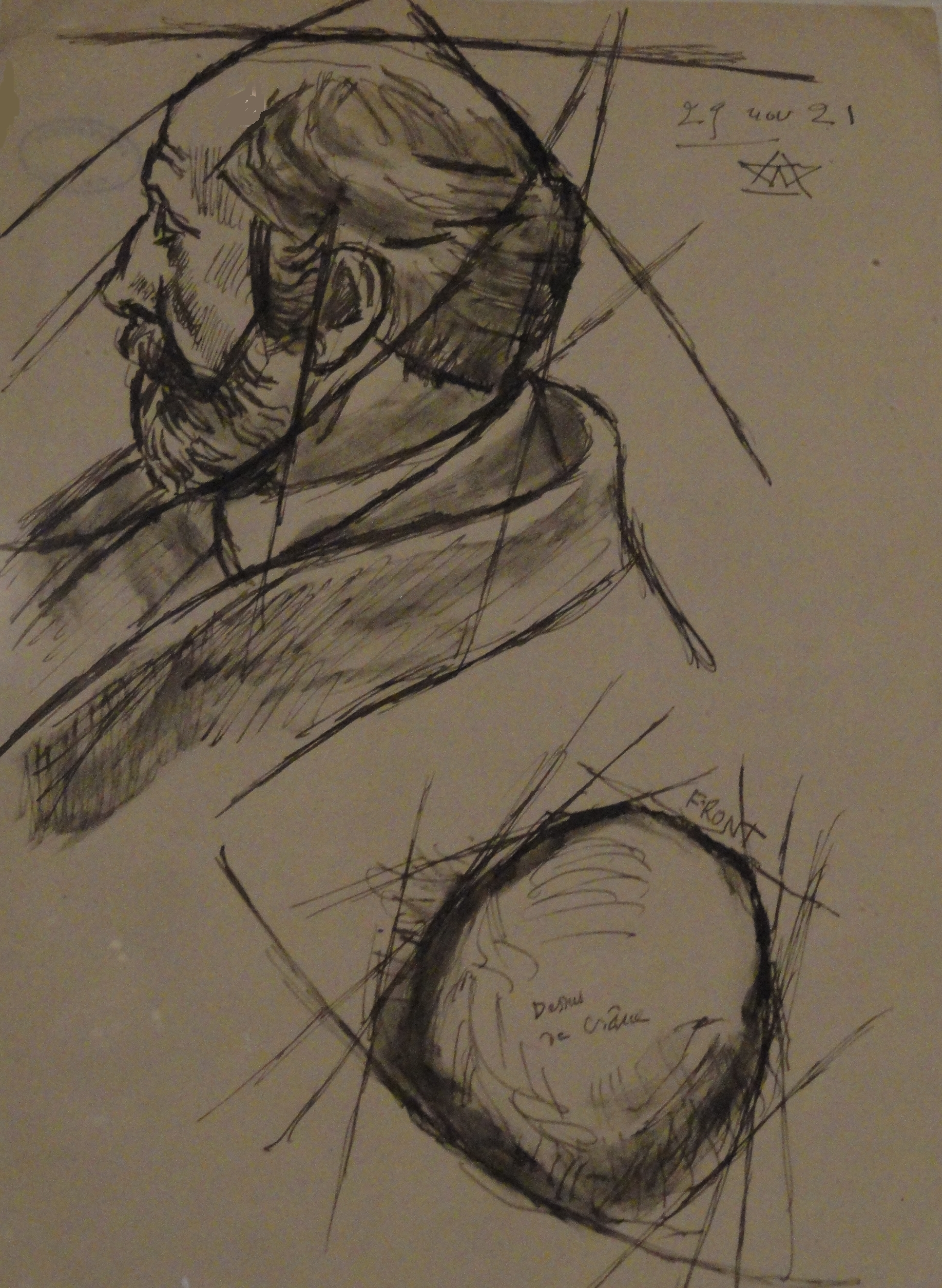
Bourdelle rajza Perret-ről (1921)

## További művei
Művei közé tartoznak: : a montmagny-i Szent Teréz-templom, Párizsban a Salon des Tuileries (1925), a tengerészeti hivatal (1930), továbbá számos áruház, üzlet- és garázsépület. Besançonban óragyárat épített (1939).

## Forrás
Művészeti lexikon 3. kötet, 735. old.